# Stridsvagn m/31
A Stridsvagn m/31 vagy Landsverk L-10 egy svéd harckocsi volt a második világháború idején, amelyet az AB Landsverk épített. 
37 mm-es Bofors ágyúval és egy 6,5 mm-es Ksp m/14-29-es gépágyúval volt felszerelve, és 8–24 mm-es páncélzata volt. 
Olyan fejlett tervezési tulajdonságai voltak, mint például a teljesen hegesztett szerkezet és a periszkóp használata nem pedig a kilátó réseké. 
Csak hármat építettek, annak ellenére, hogy a második világháború kitörése idején korszerűnek számítottak.